# Corc del pollancre
El corc del pollancre o perforador del tronc del pollancre (Cryptorhynchus lapathi) és una espècie de coleòpter polífag de la família dels curculiònids. És un petit insecte nociu, per les galeries que escava entre l'escorça i la fusta, de preferència els pollancres, àlbers i altres arbres del gènere Populus.

## Descripció i cicle biològic

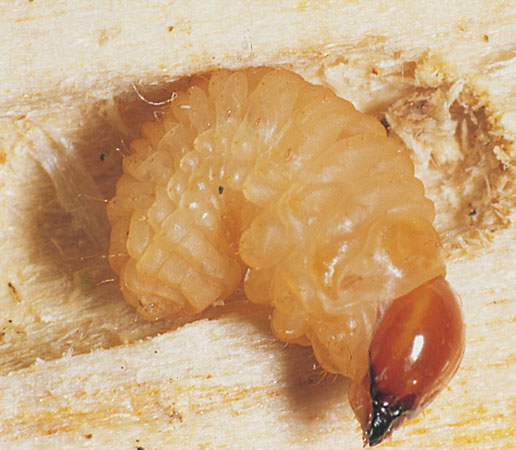
Larva

L'adult mesura entre 6 i 9 mil·límetres, de color gris amb una zona recoberta d'escales blanc-rosades a la part posterior dels èlitres. Els adults surten de l'hoste entre juny i octubre. La posta es fa de juliol a octubre. La larva és àpode en forma de C. Comencen a corcar l'escorça i després entra a l'interior on foraden galeries llargues (3 a 4 mm) i. Produeixen un corquim gruixut mesclat amb saba blanquinosa molt típic, que pugen fora i que s'acumula a l'entorn dels forats. La pupació es fa a l'interior de les galeries entre finals de maig i mitjans d'agost. Les larves nascudes a la tardor poden baixar la seva activitat i hivernar dins l'arbre.
Només hi ha un enemic natural conegut, l'himenòpter Ephialtes tuberculatus, però no és prou per a controlar la plaga.

## Plaga i tractament
Els danys poden ser greus en arbres de dos a tres anys amb un diàmetre de tronc de 20 a 80 mm, que afeblits es poden trencar fàcilment pel vent. Si sobreviuen l'atac, la fusta corcada queda depreciada. El dany major és fet per les larves, els adults també s'alimenten d'escorça jove i sabrosa, per l'efecte és menor. La prevenció al moment de la plantació és el més important. Cal inspeccionar bé els plançons i eliminar qualsevol plançó infectat. Sinó només queda el tractament amb insecticida penetrant als menys 3 mm a l'escorça, o injectada en els forats. El tractament és més eficaç quan les larves joves encara són a l'escorça.
Les pèrdues econòmiques són considerables, sobretot en països amb plantacions d'àlbers per a la fabricació de contraplacat. El 1997, s'estimava que el cost del control de la plaga del corc ascendeix a un terç del cost total del conreu.